# Helmut Moritz
Helmut Moritz (1 de noviembre de 1933-21 de octubre de 2022) fue un ingeniero austríaco dedicado a la geodesia. Durante su carrera (desarrollada en Austria, Estados Unidos y Alemania), contribuyó a sentar los principios de la geodesia por satélite, base de los sistemas de posicionamiento por satélite como el GPS.

## Vida y obra
Helmut Moritz estudió geodesia en la Universidad Técnica de Graz entre los años 1951 y 1956, y se graduó como ingeniero. De 1955 a 1958 trabajó como asistente de investigación allí en la Universidad Técnica de Graz, doctorándose en 1959.
Entre 1958 y 1964, trabajó en Graz como funcionario de la Oficina Federal de Metrología y Agrimensura (BEV). En 1960, se integra de nuevo en la Universidad Técnica de Graz. Deja el BEV durante los dos años (desde 1962 hasta 1964) en los que estuvo trabajando como "Investigador Asociado" en el Departamento de Ciencia Geodésica de la Universidad Estatal de Ohio (OSU).
De 1964 a 1971, estuvo dedicado a la docencia y a la investigación como profesor de Geodesia Física en la Universidad Técnica de Berlín. En 1971, volvió a la Universidad Tecnológica de Graz, convirtiéndose en profesor emérito en el año 2002.
Moritz fue presidente de la Asociación Internacional de Geodesia (IAG) entre 1979 y 1983; siendo nombrado su presidente honorario. De 1991 a 1995 fue presidente de la Unión Internacional de Geodesia y Geofísica (IUGG). Desde 1987 ha sido miembro de la Leopoldina.
Se le considera uno de los representantes más reconocidos de la geodesia física. Sus investigaciones han contribuido, entre otras cosas, al desarrollo de nuevas técnicas de medición y cálculo para describir la figura de la Tierra. Así, creó las condiciones para la determinación de los términos precisos de la forma y el campo gravitatorio de la Tierra con los más modernos sistemas por satélite.

## Honores
Moritz ha recibido reconocimiento mundial y múltiples galardones:
- 1977 Carl-Friedrich-Gauss-Medal, Sociedad Científica Braunschweig
- 1983 Alexander-von-Humboldt-Medal, Academia de las Ciencias Berlín
- 1998 Copernicus-Medal, Academia Polaca de las Ciencias
- 2008 Struve-Medaille, Pulkovo Observatory, Rusia
- 2008 Tsiolkovsky-Medal, Moscú

### Membresías
- 1970 Finlandia
- 1974 Italia / Lincei
- 1976 Austria: correspondiente; 1988 miembro
- 1983 Hungría: miembro honorario
- 1984 Suecia / Ciencias de la Ingeniería
- 1984 España
- 1984 Alemania (Berlín)
- 1987 Alemania / Leopoldina, Halle
- 1988 Polonia
- 1992 Academia Europæa / Londres
- 1994 Croacia
- 2000 China
- 2001 Yugoslavia / Ciencias de la Ingeniería

## Algunas publicaciones
- Physical Geodesy, (con W. A. Heiskanen), W.H. Freeman, San Francisco, 1967 (traducido al chino, serbio, español y turco)
- Advanced Physical Geodesy, Herbert Wichmann Verlag, Karlsruhe, 1980 (traducido al chino y al ruso), 2nd ed. 1989
- Geometry, Relativity, Geodesy, (con B. Hofmann-Wellenhof), Herbert Wichmann Verlag, Karlsruhe, 1993
- Science, Mind and the Universe: An Introduction to Natural Philosophy, Herbert Wichmann Verlag, Heidelberg, 1995 (traducido al croata)
- Physical Geodesy, (con B. Hofmann-Wellenhof), Springer-Verlag, Wien-New York, 2nd ed., 2005 (traducido al japonés)

## Enlaces
- Katalog der Deutschen Nationalbibliothek
- Helmut Moritz. Austria Forum. Biografía en alemán